# Melitaea sutschanala
Melitaea sutschanala är en fjärilsart som beskrevs av Felix Bryk 1940. Melitaea sutschanala ingår i släktet Melitaea och familjen praktfjärilar. Inga underarter finns listade i Catalogue of Life.